# Alberto Caminero

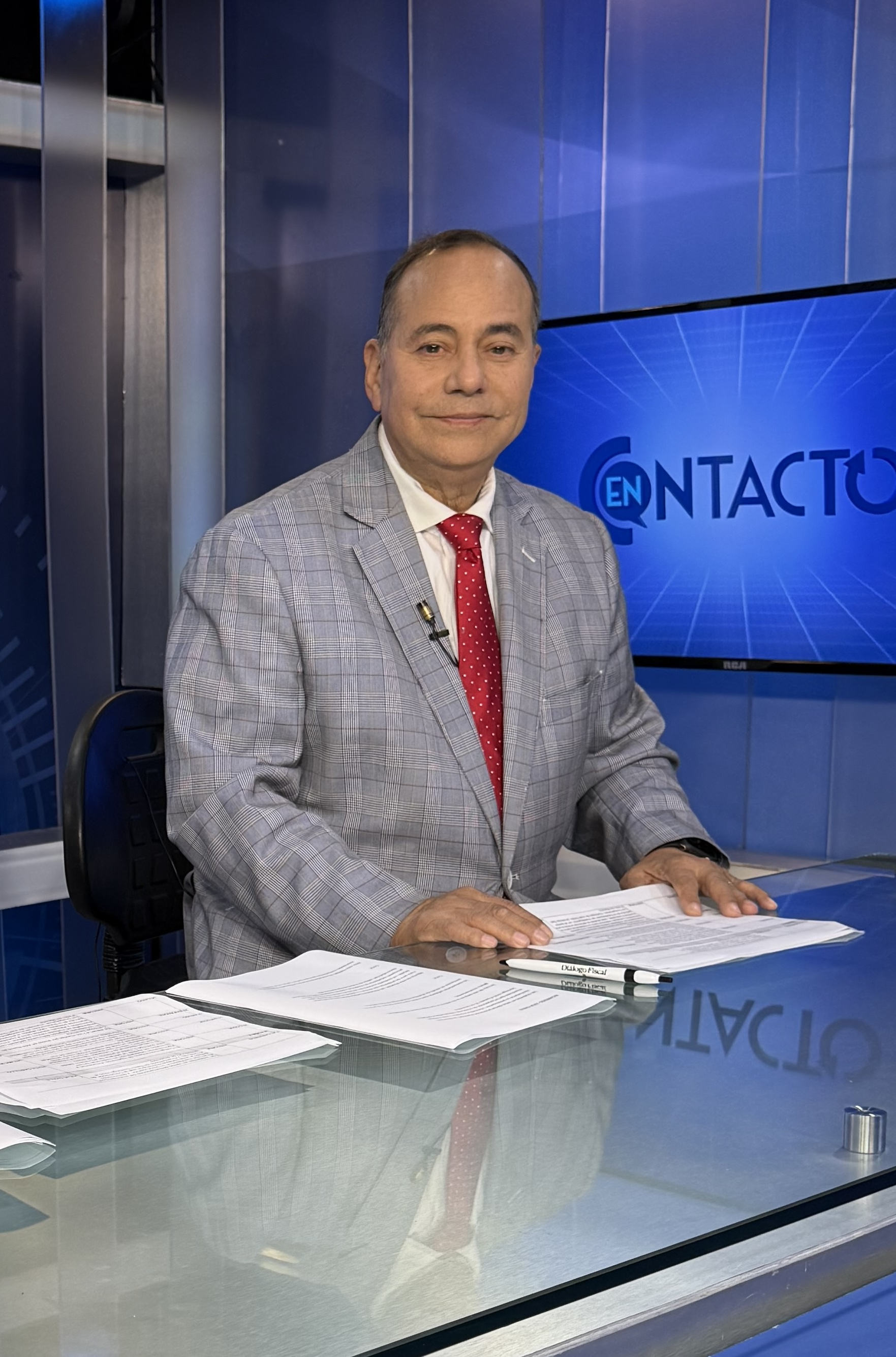

(Santo Domingo, República Dominicana) es un periodista y presentador de televisión dominicano con una destacada trayectoria en los medios de comunicación desde 1981.

## Carrera profesional
En 1992 se unió a Radio Mil Informando, donde ocupó el puesto de subdirector, y más tarde fue director de Radio Popular en el año 2000. Durante su carrera, ha desempeñado roles destacados como editor político de los periódicos El Nacional, La Nación y Última Hora. Actualmente, ocupa el cargo de director general de medios del Grupo de Medios Telemicro.
Además, ha sido director de prensa del Ayuntamiento del Distrito Nacional (1983-1990), director de prensa en el Ministerio de Agricultura (1990-1991), y director de relaciones públicas de la Autoridad Portuaria Dominicana (2000-2003). Entre 2003 y 2007, fue director de prensa del Senado de la República Dominicana.

## Reconocimientos
- En 1993 recibió el premio El Principal del Año por sus reportajes sobre los maltratos a la niñez en Radio Mil.
- En 1997 fue galardonado con los Premios Independencia en Miami como corresponsal del año.
- En 2004 recibió la Orden al Mérito Civil del gobierno dominicano.
- En 2022 fue distinguido con la Medalla al Mérito Periodístico por el Colegio Dominicano de Periodistas.
- En 2023, la Academia Mundial de Prensa reconoció su trayectoria en los medios de comunicación.[1] El homenaje tuvo lugar durante un taller celebrado en el salón del Ayuntamiento Municipal de Verón Punta Cana, centrado en el rol de la prensa en la geopolítica, la comunicación comunitaria y el periodismo ambiental.

También ha recibido reconocimientos de organizaciones públicas y privadas, como los otorgados por los equipos periodísticos de Telemicro, Telecentro y corresponsales de diversos medios.

## Proyectos y programas
Es fundador de los programas:
- Ventana de Noticias (2000), transmitido los sábados por VTV Canal 32.
- A la Misma Hora (2016), emitido de lunes a viernes por Telecentro Canal 13.

Además, fue comentarista en Hoy Mismo por Color Visión. Actualmente, es director y analista de Matinal 5 (Telemicro, lunes a viernes de 6:00 a 8:00 a. m.) y conductor de En Contacto (Telecentro, domingos de 7:00 a 8:00 p. m.).

## Eventos
Entre 2005 y 2009, ocupó la Secretaría General del Colegio Dominicano de Periodistas (CDP) bajo la presidencia de Mercedes Castillo. También fue director ejecutivo del Círculo de Cronistas Políticos, y es presidente ad vitam de la Asociación de Cronistas Políticos (ACP).